# Санта Круз (планинска верига)
Вижте пояснителната страница за други значения на Санта Круз.
Санта Круз (Santa Cruz Mountains) е планинска верига в Централна Калифорния, Съединените американски щати.
Образува хребет по протежението на Санфранциския полуостров южно от Сан Франциско, като разделя Тихия океан от Санфранциския залив и долината Санта Клара и продължава на юг, където граничи с Монтерейския залив и завършва при долината Салинас.
Планинската верига преминава през окръзите Сан Франциско, Сан Матео, Санта Клара, Санта Круз, Сан Бенито и Монтерей, като гр. Сан Франциско е в северната част на планинската верига, а гр. Салинас – в южната.